# Egglestonichthys patriciae
 Egglestonichthys patriciae és una espècie de peix de la família dels gòbids i de l'ordre dels perciformes.

## Morfologia
- Els mascles poden assolir 4,7 cm de longitud total.[3][4]

## Hàbitat
És un peix marí, de clima tropical i demersal que viu fins als 79 m de fondària.

## Distribució geogràfica
Es troba al Mar de la Xina Meridional.

## Observacions
És inofensiu per als humans.